# Araǰin Xowmb 2016-2017
L'Araǰin Xowmb 2016-2017 è stata la 26ª edizione della seconda serie del campionato armeno di calcio. La stagione è iniziata l'8 agosto 2016 ed è terminata il 30 maggio 2017.

## Stagione

### Novità
Al termine della stagione 2015-2016 non ci sono state né promozioni, né retrocessioni. Tuttavia, a causa dello scioglimento di Ulisses e Mika Erevan, le seconde formazioni di tali squadre non hanno preso parte a questa edizione del torneo. Al loro posto sono state ammessi l'Erebuni SC e il Kotayk', quest'ultimo rifondato dopo lo scioglimento societario del 2005.

### Formula
Le otto squadre partecipanti si affrontano tre volte, per un totale di 28 giornate. In seguito all'esclusione a stagione in corso del Kotayk', tutte le squadre partecipanti hanno osservato tre turni di riposo.

## Classifica
|  | Pos. | Squadra    | Pt | G  | V  | N | P  | GF | GS | DR  |
|  | ---- | ---------- | -- | -- | -- | - | -- | -- | -- | --- |
|  | 1.   | Banants 2  | 55 | 24 | 17 | 4 | 3  | 63 | 23 | +40 |
|  | 2.   | P'yownik 2 | 47 | 24 | 14 | 5 | 5  | 65 | 28 | +37 |
|  | 3.   | Ararat 2   | 42 | 24 | 11 | 9 | 4  | 36 | 20 | +16 |
|  | 4.   | Ganjasar 2 | 38 | 24 | 11 | 5 | 8  | 33 | 37 | -4  |
|  | 5.   | Alaškert 2 | 22 | 24 | 5  | 7 | 12 | 25 | 40 | -15 |
|  | 6.   | Širak 2    | 21 | 24 | 6  | 3 | 15 | 23 | 46 | -23 |
|  | 7.   | Erebuni SC | 9  | 24 | 2  | 3 | 19 | 20 | 71 | -51 |
|  | 8.   | Kotayk'    | -  | -  | -  | - | -  | -  | -  | -   |

Legenda:
      Esclusa a campionato in corso.
Note:
Tre punti a vittoria, uno a pareggio, zero a sconfitta.